# رونالد الكسندر مكينتوش
رونالد الكسندر مكينتوش (بالإنجليزية: Ronald Alexander McIntosh)‏ هو عالم فلك نيوزيلندي، ولد في 21 يناير 1904 في أوكلاند في نيوزيلندا، وتوفي في 17 مايو 1977.